# Верхний лес
Верхний Лес — ландшафтный заказник местного значения. Расположен в Ивановском районе Одесской области, вблизи села Севериновка.
Заказник расположен в долине реки Большой Куяльник. Территория представляет собой почвозащитное насаждение, созданное в степной зоне в 1920-х годах. В 1969 году насаждения занимало площадь 287 га. Согласно материалам современного лесоустройства заказник расположен в кварталах 9—17 Севериновский лесничества. Согласно данным экологического обследования 2003 года, лесной массив находится в удовлетворительном состоянии.
Занимает площадь 380,0 га. на территории 1-8 кварталов Севериновский лесничества ГП «Ширяевское лесное хозяйство». Заказник создан в 1972 г. решением облисполкома № 234 от 18 мая 1972 г., и утвержден в 1984 решением облисполкома № 493 от 2 октября 1984 г. Границы заказника регламентуються розпорядженням Ивановськой районной государственной администрации от 22 апреля 2009 года.